# Convento di Santa Maria Maddalena
Il convento di Santa Maria Maddalena, anche noto come "conventino La Maddalena", è un edificio religioso situato a Caldine, in Val di Mugnone, nel comune di Fiesole.

## Storia
La famiglia Cresci, di Firenze, che aveva fin da tempo remoto dei possessi nella parrocchia di S. Andrea a Sveglia, o Veglia, come si diceva in antico, fondò lungo la Via Faentina, presso il borghetto della Querciola, uno di quegli spedaletti, che erano allora tanto comuni. 
Nel 1460 Andrea Cresci di Lorenzo acquistò il piccolo spedale per i viandanti e lo riedificò nel 1477, quando ne avviò i lavori di trasformazione sulla base di un progetto forse di Michelozzo, morto pochi anni prima. Così Cresci scrisse:
I Cresci nel 1480 donano questo spedaletto, ancora incompiuto, ai Frati Domenicani di San Marco di Firenze, i quali vi costruirono un Ospizio o piccolo convento per casa di riposo. 
La costruzione che ha nell'insieme i caratteri architettonici del Rinascimento, è un gioiello d'arte per le sue proporzioni e per l'eleganza dei suoi ornamenti. 
Un piccolo, grazioso chiostro, con due ordini o piani di loggiato ionico, è nel centro del fabbricato, mentre da un lato del medesimo vi è la chiesa, preceduta da un accogliente porticato. Un altro loggiato si apre sulla facciata prospiciente l'orto dal lato sud.
Nella chiesa è da ammirarsi soprattutto l'eleganza della tribuna o presbiterio e del suo ricco prospetto, il quale rammenta nelle linee e nelle decorazioni lo stile di Michelozzo. Sull'altare maggiore vi è una tavola della prima metà del 1300, della scuola di Taddeo Gaddi, discepolo di Giotto, la quale rappresenta l'incoronazione della Vergine.
Importante, nella chiesa, è un presepio con figure in terra cotta, colorate, modellate da Andrea Della Robbia (1435-1525). Sull'arco del vano del presepio vi è un'Annunciazione di Fra' Bartolomeo Della Porta (1475-1517), che qui morì. Nel fondo del vano vi sono delle figure di angoli attribuite anch'esse a Fra' Bartolomeo. 
Questo insigne artista Domenicano di S. Marco, dimorando negli ultimi anni della sua breve vita, in questo conventino, lo adornò di varie sue opere. La più importante di esser in una piccola Cappella in fondo all'orto: un affresco a tutta parete rappresentante Gesù risorto che appare a S. Maria Maddalena, la patrona della chiesetta.
Il conventino, che con la soppressione dei conventi nel 1866 passò di proprietà dello Stato, è oggi affidato alla Soprintendenza ai Monumenti di Firenze, e dato in custodia a Padri Domenicani.

## Descrizione
Nella chiesa, ad aula unica, si trova una lunetta con un'Annunciazione affrescata da fra Bartolomeo (1515), soprastante una nicchia, datata 1618, che ospita un Presepe in terracotta policroma di Andrea della Robbia.
Nell'orto monastico si incontra la cappellina della Maddalena, con l'affresco del Noli me tangere (1517) di fra Bartolomeo e l'Annunciazione di Bicci di Lorenzo.